# Jean Charles Abbatucci (generál)
Jean Charles Abbatucci (15. listopadu 1770 Zicavo – 2. prosince 1796 Huningue) byl francouzský generál korsického původu během války první koalice.

## Životopis
Jeho otcem byl generál Jacques Pierre Abbatucci. Jean Charles dokončil v roce 1788 studium na vojenské akademii v Métách a nastoupil jako nadporučík k dělostřeleckému pluku. V roce 1792 byl již kapitánem v Rýnské armádě, jedné z francouzských revolučních armád, a do konce roku byl povýšen na podplukovníka. V prosinci 1793 se stal pobočníkem generála Pichegrua a bojoval s ním v Holandsku. Dalším význačným bodem jeho kariéry bylo, když jej Jean-Victor Moreau pověřil přechodem Rýna u Kehlu, což se mu podařilo díky tomu, že 24. června 1796 dobyl Weißenburg, za což byl další den povýšen na brigádního generála. Když pak první oddíl jeho armády utonul při překonávání rozvodněného Lechu, šel vojákům sám příkladem a se zbytkem armády řeku překonal. Byl pak 10. července povýšen na divizního generála. V srpnu 1796 dosáhl se svou divizí Itálie a porazil vojska francouzských emigrantů u Westerheimu. Pak se svým nadřízeným, kterým byl Pierre Marie Barthélemy Ferino, dobyli Lindau a Bregenz. Později jej nechal Moreau po bitvě u Schliengenu hlídat s jednou divizí hlídat Huningue v obraně Alsaska. Rakouská armáda pod vedením Karla Aloise z Fürstenbergu je obléhala, při čemž byl Abbatucci smrtelně zraněn.

## Památníky a pomníky
Vybudovat pomník u Huningue nechal Abbatuccimu už Moreau v roce 1801, ale nepřátelé jej zničili v roce 1815. Generál Jean Rapp započal iniciativu za znovuvybudování pomníku, ale věci se daly do pohybu až z iniciativy generála Foye během Červencové monarchie. Pomník byl nakonec inaugurován v roce 1856. V roce 1904 byl přesunut do centra Huningue.
Abbatucciho jméno patří mezi jména vepsaná pod Vítězným obloukem.